# إدوارد بيرغ
إدوارد بيرغ (بالسويدية: Johan Edvard Bergh) هو رسام سويدي مرتبط بمدرسة دوسلدورف، ولد في 29 مارس 1828 في ستوكهولم في السويد، وتوفي بنفس المكان في 23 سبتمبر 1880.

## معرض صور

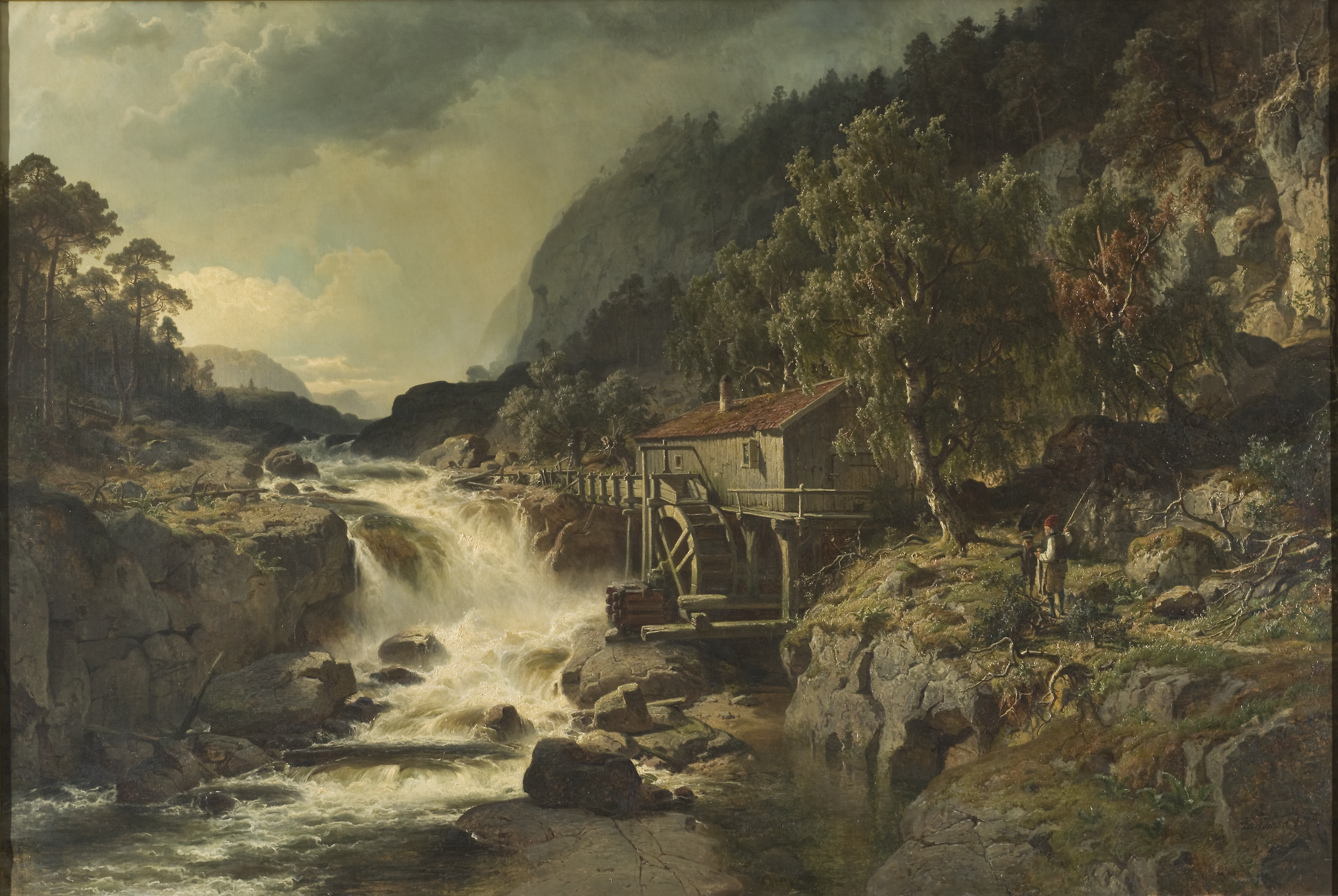
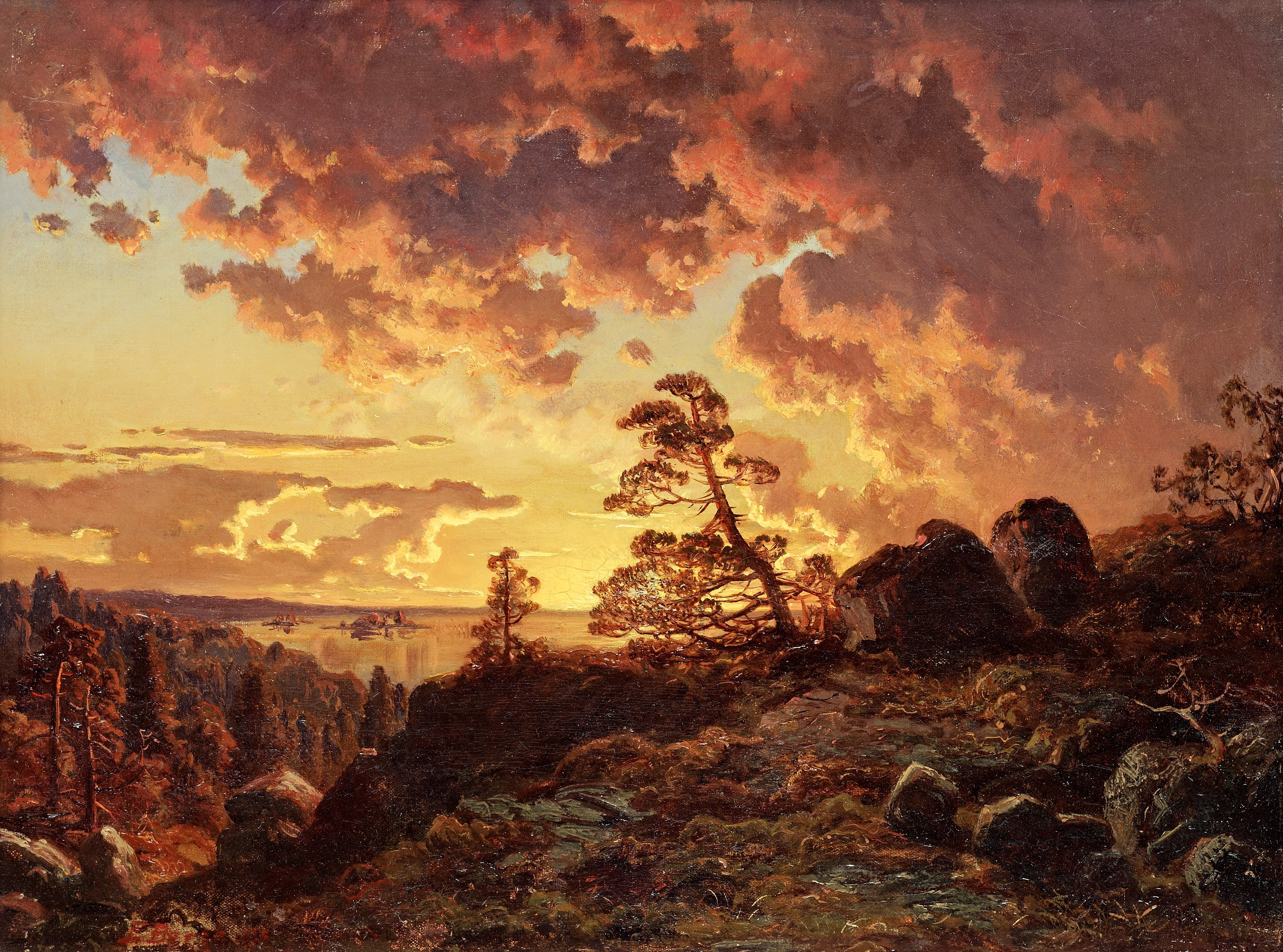
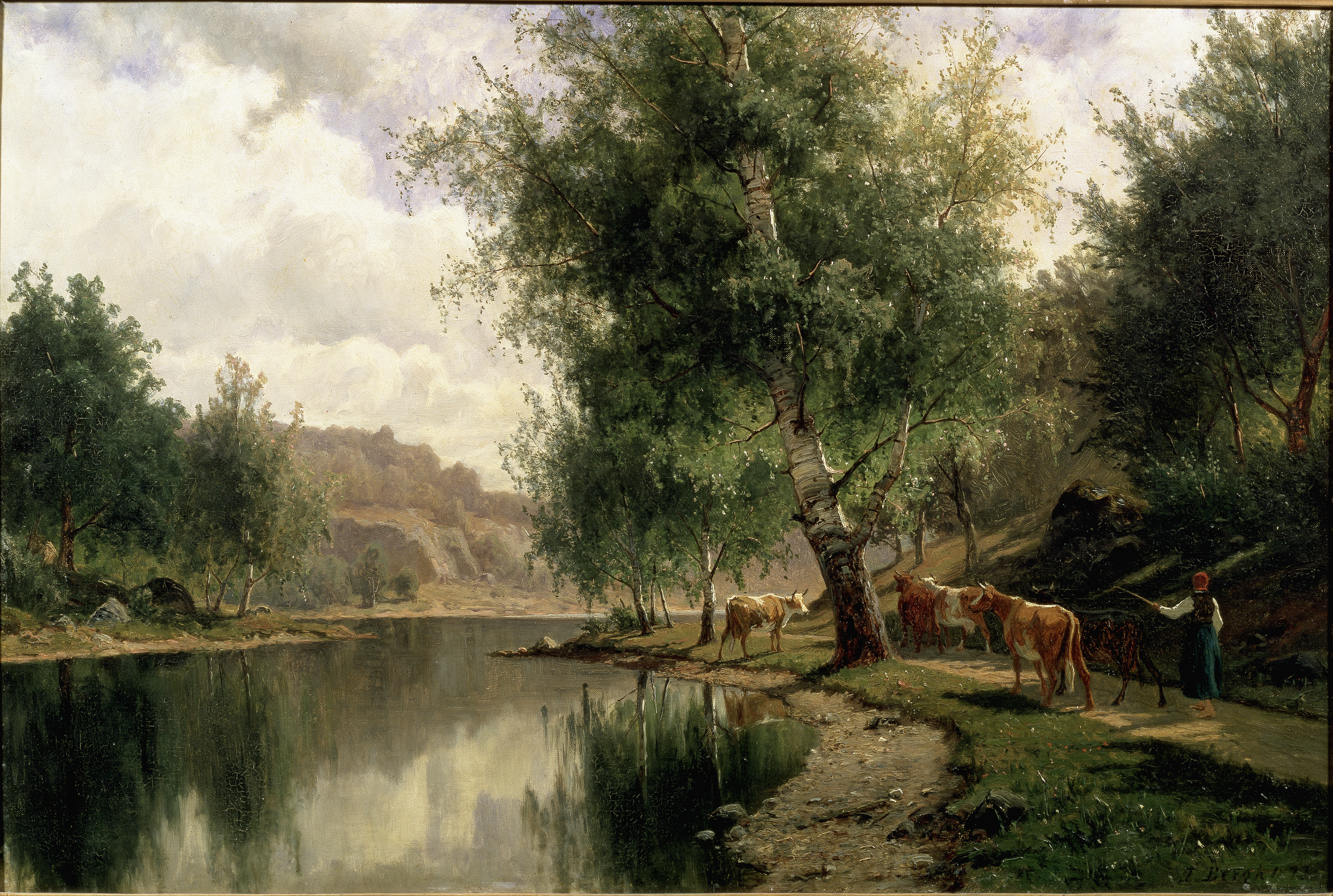